# يجب أن نخرج من هذا المكان (كتاب)
يجب أن نخرج من هذا المكان: نزعة المحافظة الشعبية وثقافة ما بعد الحداثة، كتاب من تأليف لورانس غروسبرغ ، وقد نُشر في عام 1992 ويتناول عدة جوانب من الثقافة الأمريكية المعاصرة (آنذاك). يقول لورانس غروسبرغ إنه كتاب عن "القوى السياسية والاقتصادية والثقافية  التي تخلق جوًا جديدًا ونوعًا جديدًا من عدم الرضا ومحافظة جديدة في الحياة الأمريكية ". علاوة على ذلك ، يناقش كيف أن التسويق التجاري ، والافتقار إلى العاطفة، وعدم التسييس يؤدي إلى نزعة محافظة جديدة في موسيقى الروك.  تصف المراجعة النقدية للكتاب بأنه"عمل طموح للغاية ومثير للاهتمام ، إذا كان معيبًا في نهاية المطاف."

## مقدمة "صخرة تحت الحصار"
يوضح لورانس غروسبرغ أن العدد المتزايد من الهجمات على موسيقى الروك يظهر فقط علاقة اليمينه الغامضة بالثقافة الشعبية.
الهجمات على موسيقى الروك تنتج عادة من قبل الحركات الأصولية المسيحية و "جزء نخبوي من تحالف محافظ جديد" ، الذين يرون أنموسيقى الروك هي السبب الرئيسي "لسقوط معين من النعمة".

### زيادة تسليع موسيقى الروك
يميز غروسبرغ بين المزيد من الأشكال العضوية لموسيقى الروك، والتي تميز أحيانًا الستينيات، على سبيل المثال، وتلك الخاصةبالثمانينيات ، والتي تم تصميم نصوصها بشكل كبير من قبل صناعة الثقافة (علامات التسجيل ، MTV ، المجلات الموسيقية ، إلخ).

### التخصيص المحافظ لموسيقى الروك
بالنسبة إلى غروسبرغ، يمكن فهم إحياء ريغان وثاتشر للمحافظة من منظور المصطلحات التي حددها أنطونيو جرامشي.  سعت الهيمنة الشعبية إلى نزع النقد عن الثقافة المضادة وإعادة ترسيخ ثقافة الشباب في خدمة رأسمالية الشركات.
ظاهرياً، لا يشبه هذا الشكل هجومًا ولكنه يستخدم موسيقى الروك ويعيد بناء معانيها وأهميتها.  وبالتالي ، يمكن للجماعات المسيحية المحافظة استخدام موسيقى الروك لنشر "رسائلها الأصولية والمحافظة".
ويصرح غروسبيرغ كذلك أن هذه الهجمات على الصخور هي في الواقع متناقضة تمامًا ، حيث أصبحت الصخور "جزءًا من الثقافة  السائدة السائدة" وبالتالي ، "تفقد الصخور قوتها لتغليف وتوضيح المقاومة والمعارضة". ومع ذلك ، وفقًا لغروسبرغ ، يحاول المحافظون الجدد تنظيم "إمكانيات المتعة والهوية كأساس للمعارضة وتفكيك المجال الثقافي والسياسي الذي تم تشييده في الستينيات".
يكتب البروفيسور مايكل جاردينر ، "وفقًا لغروسبرغ ، فإن النتيجة الرئيسية لذلك هي أن السياسة في أمريكا الحالية أصبحت غير مسيسة بشكل مثير للفضول. تم استبدال الحجج الاقتصادية أو الأيديولوجية الصارمة لصالح السياسة المحافظة بمناشدات للمزاج والعاطفة والعاطفية  ، وهلم جرا."  تستمر مراجعة غاردينر: "ومع ذلك ، في الوقت نفسه ، يتم إعادة تسييس الحياة اليومية: تسعى المحافظة الجديدة إلى الاستيلاء على المساحات والأماكن في الحياة اليومية التي كانت تشغلها ثقافة الشباب سابقًا (الجسد ، المتعة / المرح ، الشباب) واستثمارها في  قيم ومعاني جديدة. الهدف الأسمى هو إخضاع ممارسات الحياة اليومية لجهاز قوة يكون أكثر ملاءمة لمتطلبات النظام الاقتصادي الناشئ ما بعد الفوردية . وإحدى النتائج هي أن السياسة أصبحت شخصية إلى حد كبير ، وأصبحت مجرد أخرى "  اختيار نمط الحياة ، "بدلاً من موقع النضال الجماعي الذي كانت الثقافة الشعبية تلعب فيه دورًا حاسمًا:"
ثم يقتبس غاردينر من غروسبرغ ، "إن انهيار كل الفضاء السياسي ، والمجتمع المدني والحياة اليومية ، وتحول الحياة اليومية في التعبئة المنظمة لا ينزع تسييس قطاعات كبيرة من السكان فحسب ، بل إنه يسلب أيضًا الاعتراف بالثقافة الشعبية باعتبارها أرضًا وسلاحًا للثقافة الشعبية.  صراع.

## ببليوغرافيا
غروسبرغ، لورانس يجب أن نخرج من هذا المكان: المحافظة الشعبية وثقافة ما بعد الحداثة روتليدج. 1992-05-21 (ردمك) 978-0-415-90330-1.